# Aderus revoili
Aderus revoili is een keversoort uit de familie schijnsnoerhalskevers (Aderidae). De wetenschappelijke naam van de soort werd in 1915 gepubliceerd door Maurice Pic.